# U 203
U 203 war ein deutsches Unterseeboot des Typs VII C, auch als „Atlantikboot“ bezeichnet. Es wurde von der deutschen Kriegsmarine während des Zweiten Weltkrieges im Nord-, West- und Mittelatlantik eingesetzt. Auf insgesamt elf Unternehmungen wurden 21 Schiffe mit 90.270 BRT versenkt. Am 25. April 1943 wurde U 203 vom britischen Zerstörer Pathfinder im Nordatlantik versenkt, der auch 39 Besatzungsmitglieder als Kriegsgefangene an Bord nahm, während 10 der U-Boot-Fahrer umkamen.

## Geschichte
Der Bauauftrag für U 203 wurde am 23. September 1939 an die Krupp Germaniawerft in Kiel vergeben. Die Kiellegung erfolgte am 28. März 1940 und der Stapellauf am 4. Januar 1941. Am 18. Februar 1941 wurde es unter Kapitänleutnant Rolf Mützelburg in Dienst gestellt. Bis zum 1. Mai 1941 war U 203 als Ausbildungsboot der 1. U-Flottille (Kiel) zugeteilt. Danach gehörte es, bis zu seiner Versenkung, als Frontboot zur 1. U-Flottille (Brest).
U 203 machte unter Mützelburgs Kommando bis zum Sommer 1942 sieben Unternehmungen. Auf dem achten Einsatz verunglückte Mützelburg am 11. September 1942 beim Baden durch einen Kopfsprung vom Turm tödlich, als das gestoppte Boot unerwartet rollte. Mützelburg prallte gegen einen Satteltank und verletzte sich schwer. I.WO Seidel übernahm das Kommando und setzte Kurs auf den U-Tanker U 460, der einen Arzt an Bord hatte, doch Mützelburg verstarb nach wenigen Stunden. Seidel brachte das Boot nach Brest zurück. Danach übernahm Kapitänleutnant Hermann Kottmann das Kommando über U 203, welches er bis zum Untergang des Bootes innehatte.
Als Bootsabzeichen führte U 203 das Stadtwappen seiner Patenstadt Essen an der Frontseite des Turmes. Dieses Wappen zierte zur Zeit von Mützelburgs Kommando auch einen inoffiziellen Kommandantenwimpel des Bootes – unter dem Bild standen hierauf die Buchstaben MÜBU.  Unter Kottmanns Kommando wurde außerdem an der rechten Turmseite eine Schildkröte aufgemalt.

### Einsätze
Die beiden Kommandanten von U 203 versenkten auf ihren elf Feindfahrten mit diesem Boot insgesamt 21 Schiffe mit 90.270 BRT. Darunter war auch der britische Passagierdampfer Avoceta (Lage) der Yeoward Line. Bei dessen Versenkung, am 26. September 1941, kamen 123 Besatzungsmitglieder und Passagiere, darunter zahlreiche Frauen und Kinder, ums Leben. Vierzig Überlebende wurden von den Korvetten HMS Periwinkle und HMS Jasmine aufgenommen und nach Milford Haven gebracht. Drei weitere Überlebende wurden von der Cervantes gerettet, die im selben Konvoi mitfuhr. Als dieses Schiff gegen zwei Uhr nachts am folgenden Tag durch Adalbert Schnee, den Kommandanten von  U 201 versenkt wurde, wurden die drei Überlebenden der Avoteca von der Starling gerettet und anschließend nach Liverpool gebracht.

### Untergang
Am 25. April 1943 griff U 203 den Geleitzug ONS 4 südöstlich von Kap Farvel an. Eine Fairey Swordfish des Flugzeugträgers HMS Biter sichtete das Boot und meldete es dem britischen Zerstörer Pathfinder. Anschließend griff die Swordfish das abtauchende U-Boot mit einer Wasserbombe an, die aber keinen Schaden anrichtete. Zudem warf der Pilot Markierungen ab, die die letzte Position des Bootes anzeigten. Zwanzig Minuten später traf der Zerstörer ein. Dieser attackierte U 203 mit Wasserbomben und zwang es zum Auftauchen. 39 Besatzungsmitglieder konnten sich retten, während zehn Männer ums Leben kamen. Die Überlebenden aus U 203 – der Kommandant Hermann Kottmann, zwei weitere Offiziere, drei Fähnriche und 33 Mannschaften – wurden vom Zerstörer Pathfinder an Bord genommen und kamen so in Kriegsgefangenschaft. U 203 sank auf der Position 55° 5′ N, 42° 25′ W.

## Erinnerung
Nach dem Kommandanten Rolf Mützelburg wurde in Flensburg-Mürwik ein Wehrmachtslager benannt. Das Mützelburglager wurde nach dem Krieg von Flüchtlingen bewohnt und letztlich Mitte der 1950er Jahre abgerissen. Der ehemalige Standort des Lagers liegt heute in einem Landschaftsschutzgebiet.
In Lothar-Günther Buchheims Roman Das Boot wird Mützelburgs Schicksal aufgegriffen und – leicht verfremdet dargestellt – von den Romanfiguren kommentiert. Er wird im Roman als „Mönkeberg“ bezeichnet. Die Figur „Trumann“, Karl Thurmann nachempfunden, erläutert die Techniken der Nazi-Propaganda am Beispiel der offiziellen Verlautbarung zu „Mönkebergs“ Tod, die die profanen Umstände ausspart und das Schicksal des Kommandanten mit markigen Worten verklärt und diesen zum Helden stilisiert.